# (13793) Laubernasconi
(13793) Laubernasconi est un astéroïde de la ceinture principale.

## Description
(13793) Laubernasconi est un astéroïde de la ceinture principale. Il fut découvert le 11 novembre 1998 à Caussols par le projet ODAS. Il présente une orbite caractérisée par un demi-grand axe de 3,02 UA, une excentricité de 0,17 et une inclinaison de 2,4° par rapport à l'écliptique.
Il est nommé d'après Laurent Bernasconi.

## Compléments